# Serra de Bolón
La serra de Bolón és una elevació muntanyenca del terme municipal d'Elda, al Vinalopó Mitjà (País Valencià), que mesura 652 msnm. Es tracta d'una petita serra dels sistemes Prebètics que s'estén a l'oest d'aquesta població, molt prop del nucli urbà. La seva vegetació és majoritàriament estepària, amb abundància de matolls, però que també disposa d'exemplars de pi blanc. Prop del cim, i sobre unes formacions rocoses, el Centre Excursionista Elder va erigir una creu en memòria dels muntanyencs morts.

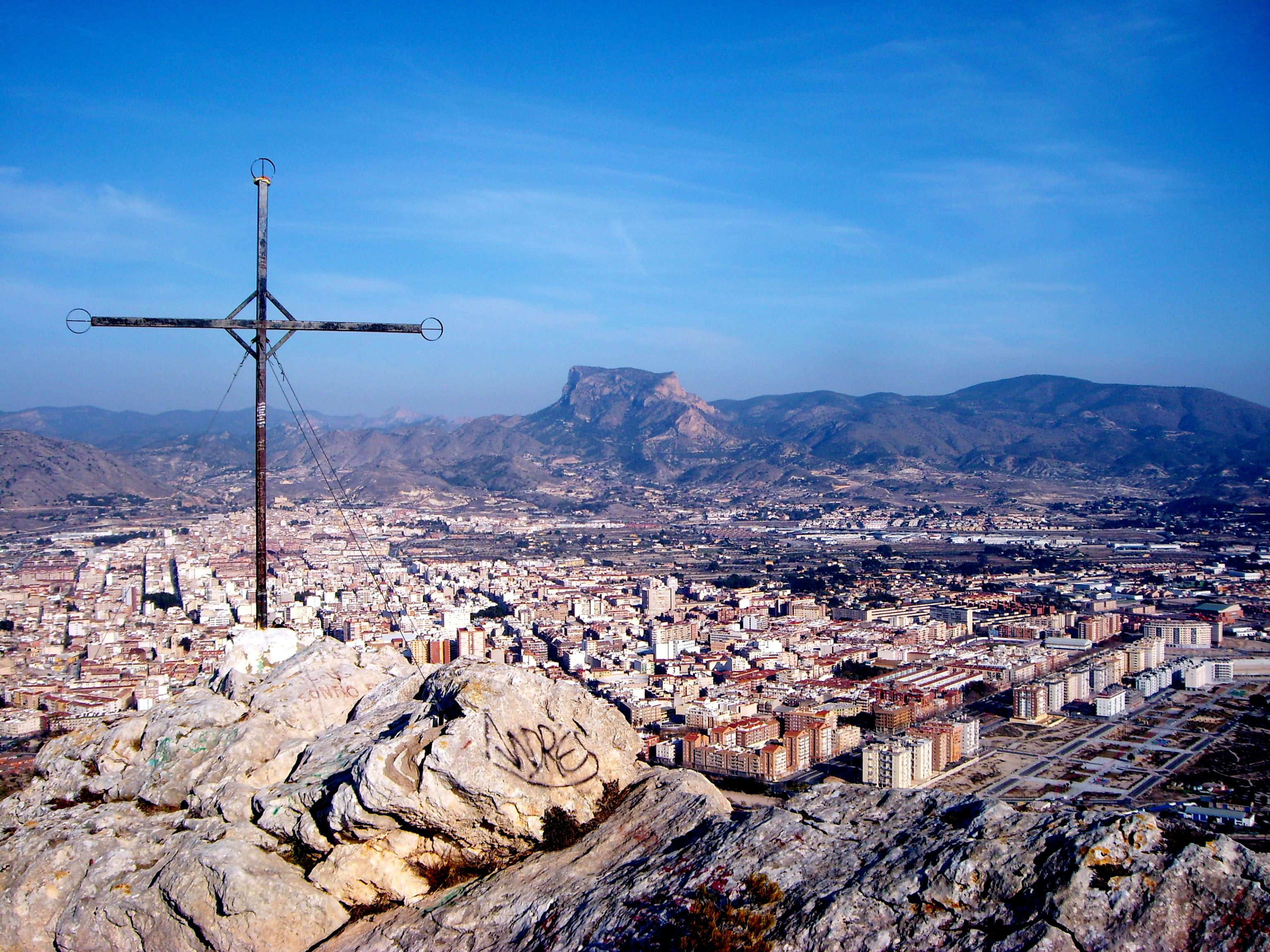
Creu de la Serra de Bolón, Elda al fons

## Jaciments de l'Edat del Bronze
En el vessant sud de la serra, a la zona coneguda com a penyal del Trinitario (ja que recorda a la figura d'un monjo), han aparegut restes d'un poblat de l'Edat del Bronze, així com una necròpoli d'aquesta època. L'enterrament més famós es va descobrir el 1975, el qual està format per les restes òssies d'un xiquet de poca edat descansant sobre una bossa d'espart, material que va ser datat l'any 1700 a.C.

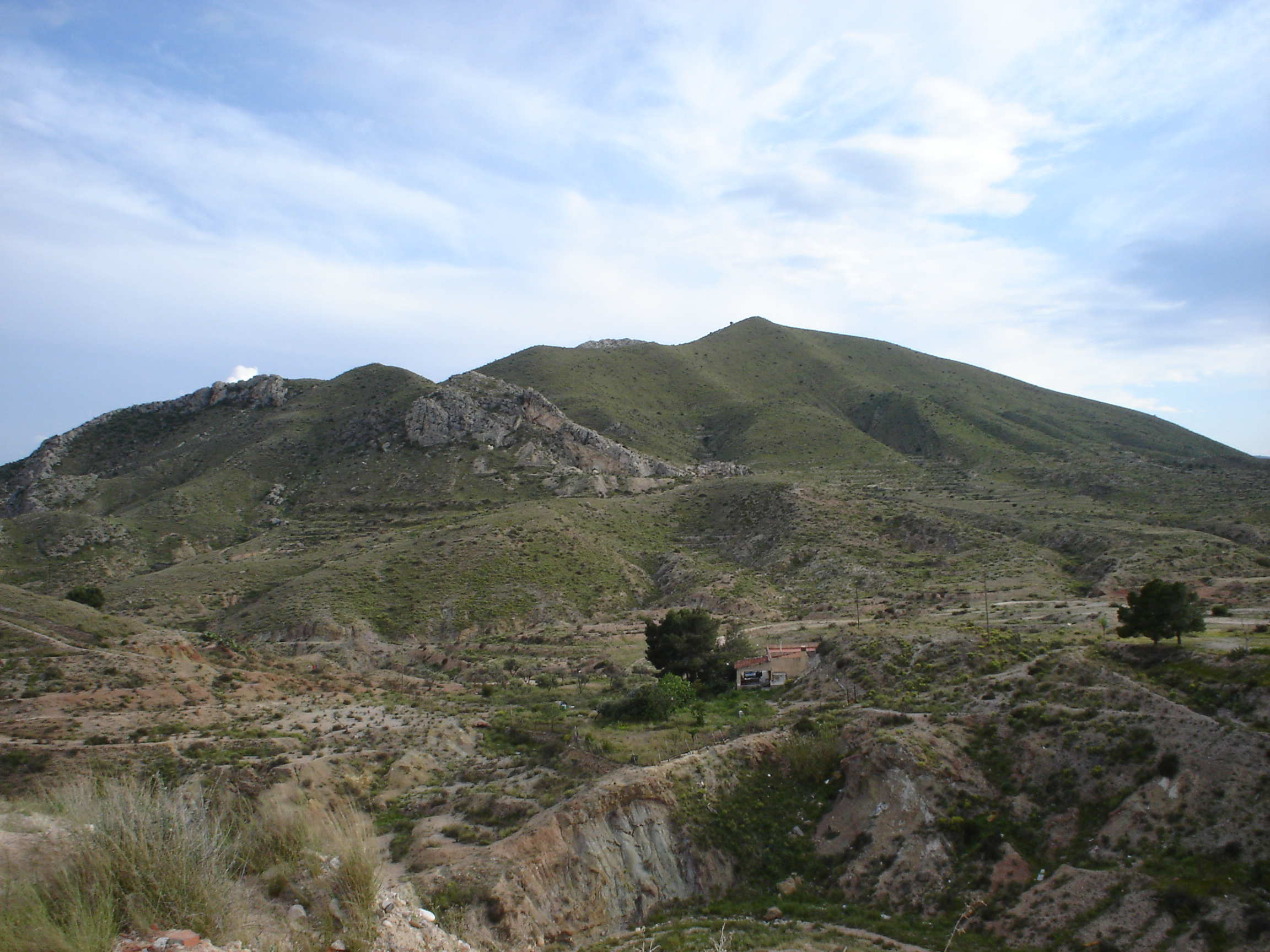
Vessant nord de Bolón

## Torxes en la nit de Reis
Ininterrompudament des de l'any 1959, totes les nits del dia 5 de gener, una comitiva formada per voluntaris del Centre Excursionista Elder i altres ciutadans que desitgen participar lliurement, realitzen un descens amb torxes des del cim de la muntanya. El foc prové d'una foguera que s'encén prèviament a la part alta de la muntanya. La fila de torxes simbolitza l'estrela que va guiar els Reis Mags cap al portal de Betlem, i és el preludi de la Cavalcada de Reis que es realitza anualment a la ciutat, com ocorre en moltes altres poblacions.